# Шакиров, Рафаил Махмутович
Рафаил Махмутович Шакиров (род. 1953, Ярский район, Удмуртская АССР) — советский биатлонист. Бронзовый призёр чемпионата СССР по биатлону в гонке патрулей (1977).

## Биография
Окончил Ярскую школу № 2 и Ярское педучилище. Представлял спортивный клуб «Прогресс» и город Глазов Удмуртской АССР. Воспитанник тренера Александра Семёновича Булдакова. На общесоюзных соревнованиях представлял спортивное общество «Профсоюзы».
В феврале 1977 года стал победителем первенства ЦС ФИС (ДСО «Профсоюзы») в эстафете в составе команды глазовского «Прогресса». По результатам этих соревнований включён в сборную ДСО «Профсоюзы», вместе с товарищем по клубу Леонидом Горбушиным. В апреле 1977 года в Мурманске завоевал бронзовую медаль чемпионата СССР по биатлону в гонке патрулей в составе профсоюзной сборной.
Перед началом летней Олимпиады-1980 в Москве участвовал в эстафете олимпийского огня в Глазове, ему было доверено зажечь олимпийский факел в городе.
В 2010-е годы принимает участие в ветеранских соревнованиях по лыжному спорту и бегу. Живёт в Глазове.